# 巴氏鹊鸭
，是雁形目鸭科的一种鸟类。

## 特征
巴氏鹊鸭体重约921.21克，翼长约221.7毫米，嘴峰长约34.9毫米，喙宽度约16.6毫米，喙厚度约12.7毫米，跗蹠长约38.2毫米，尾长约86毫米。巴氏鹊鸭是部分迁徙的鸟类，其栖息在开放的湖泊、沼泽等湿地环境中，食性为肉食性，主要食物来源是水生动物。

## 分布
从阿拉斯加中部向南到俄勒冈州（曾经分布到加利福尼亚北部）和怀俄明州，加拿大东部，以及冰岛。 越冬于阿拉斯加南部到加利福尼亚和怀俄明州；从加拿大海洋省份向南到美国东北部；以及冰岛。